# Höhenklinik Bischofsgrün
Höhenklinik Bischofsgrün ist ein Gemeindeteil der Gemeinde Bischofsgrün im Landkreis Bayreuth (Oberfranken, Bayern). Höhenklinik Bischofsgrün liegt in der Gemarkung Bischofsgrün.

## Geografie
Die Anstalt liegt im Bischofsgrüner Forst. Die Kreisstraße BT 13/WUN 1 führt nach Schönlind (4 km nordöstlich) bzw. zu einer Anschlussstelle der Bundesstraße 303 (0,3 km südwestlich).

## Geschichte
Die Heilstätte wurde auf dem Gemeindegebiet von Bischofsgrün gegründet. 1907 wurde die Volksheilstätte für Tbc-Kranke eingeweiht. 1971 wurde von der Landesversicherungsanstalt Oberfranken eine Rehabilitationsklinik für Herz- und Kreislauferkrankungen errichtet.

### Einwohnerentwicklung
| Jahr      | 001925 | 001950 | 001961 | 001970 | 001987 |
| Einwohner | 19     | 52     | 93     | 80     | 68     |
| Häuser    | 2      | 2      | 5      |        | 7      |
| Quelle    | [ 9 ]  | [ 10 ] | [ 11 ] | [ 12 ] | [ 1 ]  |

## Religion
Höhenklinik Bischofsgrün ist nach St. Matthäus (Bischofsgrün) gepfarrt und evangelisch-lutherisch geprägt.